# Batalla de Debrecen
La batalla de Debrecen va ser una trobada militar de la Segona Guerra Mundial, a l'octubre de 1944 entre les Forces de l'Eix i les tropes de la Unió Soviètica a la zona de Debrecen. El 2n Front d'Ucraïna va ser l'agrupació soviètica encarregada d'entrar a la meitat oriental d'Hongria, i va aconseguir forçar la retirada de les forces germano-hongareses.

## Antecedents
Després de la Ofensiva de Iași - Chișinău les forces soviètiques havien destrossat l'eix de defensa germànic a la península dels Balcans, provocant a més que Romania i Bulgària abandonessin l'aliança amb les potències de l'Eix i es convertissin en aliats de l'URSS. El sistema defensiu alemany va quedar al descobert, especialment a Iugoslàvia i Hongria que constituïen l'últim mur defensiu d'Àustria i Viena.

## Desenvolupament de les operacions
El 6 d'octubre el 2n Front d'Ucraïna de Malinovski va començar el seu atac, pressionant sobre les posicions hongareses a Arad; Els defensors hongaresos es van retirar ràpidament de les seves posicions. Així, els alemanys van haver de procedir a l'enviament del III Cos Panzer per taponar la bretxa. Al capvespre del dia 7, les forces soviètiques van creuar massivament el riu Tisza. Tot i el fugaç avanç, un contraatac de la cavalleria hongaresa i l'artilleria antiaèria alemanya va obligar els soviètics a retirar-se del Tisza el dia 11. Aquest mateix dia, un contraatac hongarès de la 1. ª Divisió blindada i la 23. ª Divisió d'Infanteria va aconseguir destruir un altre cap de pont soviètic.
Entre el 7 i el 15 d'octubre, 5 divisions panzer es van llançar contra les forces soviètiques que havien penetrat al territori i amenaçaven amb aïllar a diverses unitats alemanyes i hongareses. El 6è Exèrcit de Tancs de la Guàrdia va llançar una sèrie de ferotges contraatacs contra les columnes blindades alemanyes. A dia 12, el comandant soviètic Issa Pliyev havia perdut més de 200 vehicles de combat. A dia 14, la línia defensiva alemanya havia cedit una dotzena de quilòmetres i va provocar una retirada controlada de les forces alemanyes.
El 15 d'octubre ordres alemanys van ser enviats a Budapest per prendre el control del país. Les negociacions entaulades per l'almirall Miklós Horthy amb emissaris soviètics per intentar arribar a un armistici (i la sortida d'Hongria de la guerra) van portar a la intervenció de Hitler i, davant la pressió alemanya, Horthy va cedir el poder. El 16 d'octubre va ser rellevat del seu lloc pel comte Ferenc Szálasi, líder del partit feixista Creu Fletxada.
Fent front a la resistència de les unitats de l'Eix, entre el 19 i el 20 d'octubre tres divisions romaneses van assaltar i van assegurar Debrecen com a part de l'ofensiva soviètica en aquest sector.
Entre el 23 i el 24 d'octubre, diverses divisions alemanyes van llançar un contraatac sobre Nagykálló, amb la pretensió d'aïllar el grup de forces soviètiques d'Issa Pliyev. El Cos Mecanitzat de Pliyev es va veure envoltat i va haver de retirar-se cap a línies més segures al sud, però només després de destruir bona part dels seus vehicles i armament pesat. Malgrat aquest intent fallit de destrucció per les forces alemanyes, el Cos Mecanitzat va tornar a entrar en acció el 10 de novembre durant l'avanç soviètic a Szeged. El 25 d'octubre tres divisions hongareses van atacar la 2. ª Divisió romanesa que havia aconseguit travessar el riu Tisza i establir un precari cap de pont: els romanesos van ser presa del pànic davant l'atac hongarès i van tornar a travessar el riu. No obstant això, una nova temptativa soviètica va tornar a establir un cap de pont i en aquesta ocasió els contraatacs no van aconseguir destruir-la.

## Conseqüències

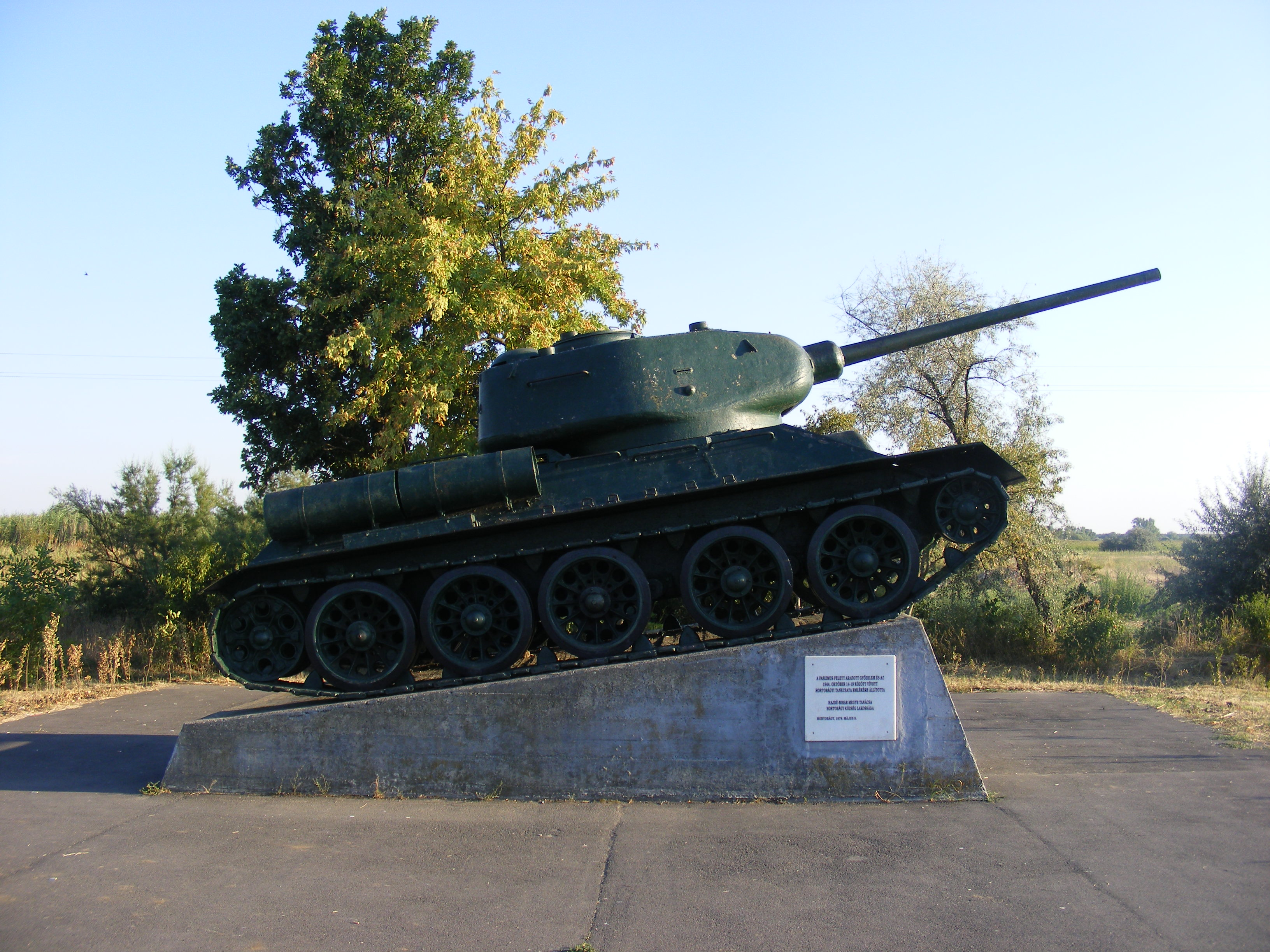
Memorial de la Batalla de Debrecen

Les pèrdues soviètiques durant els combats havien estat elevades, especialment en les unitats del 2n Front Ucraïnès de Malinovski. L'èxit del contraatac alemany a Nagykálló, però, no va poder evitar que els soviètics a partir del 29 d'octubre comencessin la seva ofensiva cap a Budapest i el 7 de novembre aquests ja havien arribat als suburbis de la capital hongaresa.
Tot i les baixes soviètiques, les seves línies havien avançat més de 150 km i s'acostaven a la riba del Danubi, havent ocupat el terç oriental de Hongria.